# Gyilkos a galériában
A Gyilkos a galériában (eredeti cím: The Kill Room) 2023-as amerikai bűnügyi filmthriller, amelyet Nicol Paone rendezett és Jonathan Jacobson írt. A főbb szerepekben Uma Thurman, Joe Manganiello, Maya Hawke, Debi Mazar, Dree Hemingway, Samuel L. Jackson és Liv Morgan látható.
A filmet Amerikában 2023. szeptember 28-án a mozikban, Magyarországon 2024. január 19-én az HBO Max mutatta be.

## Cselekmény
Patrice Capullo művészeti galériát vezet, de nem igazán sikeres, és a galéria nem hoz bevételt. Gordon Davis azzal keresi a pénzét, hogy bérgyilkosságokat szervez a maffia számára. Keresi a módját, hogyan moshatná tisztára a pénzét. Patrice és Gordon a drogdíler Nate révén ismerkednek meg, és elhatározzák, a galériát pénzmosónak használják. Most azonban műalkotásokra van szükség, mert így válik hihetővé a nagy pénzfolyam.
Gordon ezért megbízza barátját és bérgyilkosát, Reggie Pittet, hogy váljon a modern művészet alkotójává. Reggie, akinek védjegye az áldozatai fejére húzott zacskóval való gyilkolás, hamarosan a művészeti piac bennfentes tippadójává válik "A zsákos" álnéven. Sikere azonban a művészvilág nem kívánt figyelmét vonja magára. Másrészt Patrice művésznője, Grace féltékeny a Zsákos sikerére, mert Patrice nem adja el a munkáit, és nem kap figyelmet a közösségi médiában.
Patrice eleinte gyanakszik, miszerint Reggie drogdíler, de inspirálónak találja a zacskókból készült művészi installációit, és kiállítást szervez. Miután rájön, hogy a férfi bérgyilkos, a vendégek szeme láttára beleveti magát Reggie művészeti installációinak egyik zacskójába.
A művészeti kritikus, akit ruhái miatt Kimonóként ismernek, szintén lelkesedik a Zsákos művészetéért, és cikket akar írni róla. Reggie maga is megkedveli a művészi tevékenységet, és Patrice megpróbál vele együtt módot találni arra, hogyan szabadulhatna meg a bérgyilkos munkájától. Ügyfele, Andrej Gorlics nem igazán lelkesedik ezért, de megegyeznek. Ha Reggie-nek sikerül likvidálnia Roman Rasznyikovot, Oroszország egyik leggazdagabb emberét, akit ennek megfelelően jól védenek, akkor teljesíti minden kívánságát.
Kimono elmondja Patrice-nak és Reggie-nek, hogy még egy utolsó műalkotást fog bemutatni, mielőtt befejezi művészi munkásságát. Roman Rasznyikov is részt vesz a bemutatón. Testőre nélkül Rasznyikov egy hangszigetelt szobába megy Reggie-vel, ahol Reggie egy zacskóval megpróbálja meggyilkolni Rasznyikovot. A túlélésért vívott harcot videón keresztül közvetítik egy galériában a jelenlévő közönség számára, ahol nem maga Reggie, hanem egyik kollégája hajtja végre a tettet. A közvetítést a közönség lelkesen fogadja.
Patrice segít Reggie-nek elrejtőzni Rasznyikov hajójával, Grace pedig megkapja első nagy fellépését. A parti őrség később megtalálja Rasznyikov személyzet nélküli hajóját Havanna közelében, és arra gyanakodnak, talán a zavaros tenger miatt tűnt el a tengerben. Rasznyikov holttestét végül nem találják meg.

## Szereplők
| Szerep           | Színész             | Magyar hang        |
| ---------------- | ------------------- | ------------------ |
| Patrice          | Uma Thurman         | Für Anikó          |
| Reggie           | Joe Manganiello     | Sarádi Zsolt       |
| Gordon           | Samuel L. Jackson   | Kőszegi Ákos       |
| Grace            | Maya Hawke          | Stern Hanna        |
| Kimono           | Debi Mazar          |                    |
| Anika            | Dree Hemingway      | Molnár Ilona       |
| Mrs. Galvinson   | Candy Buckley       | Vándor Éva         |
| Dr. Galvinson    | Larry Pine          |                    |
| Mae Li           | Jennifer Kim        | Bogdányi Titanilla |
| Rafael Pronto    | Mike Doyle          |                    |
| Nate             | Matthew Maher       | Harmath Imre       |
| Anton            | Tom Pecinka         | Ficza István       |
| Roman Rasznyikov | Alexander Sokovikov | Törköly Levente    |
| Leslie           | Amy Keum            | Kókai Tünde        |

### Magyar változat
- Magyar szöveg: Orosz Gergely
- Hangmérnök: Salgai Róbert
- Vágó: Kránitz Bence
- Gyártásvezető: Kablay Luca
- Szinkronrendező: Molnár Ilona
- Produkciós vezető: Dallos Miklós

A szinkront az Iyuno Hungary készítette el.

## A film készítése
A filmet 2022 áprilisában jelentették be, a főszerepeket Uma Thurman és Samuel L. Jackson játssza, a forgatókönyvet Jonathan Jacobson jegyzi, a rendező pedig Nicol Paone lett. 2022 áprilisában Joe Manganiello csatlakozott a stábhoz. 2022 májusában Dree Hemingway is csatlakozott a filmhez. Még ugyanebben a hónapban kiderült, hogy a valóságshow-sztár Leah McSweeney a projektben debütál játékfilmes szerepben, nem sokkal később pedig Maya Hawke-ról jelentették be, hogy először dolgozik együtt édesanyjával, Thurmannel egy projekten. 2022 júniusában a WWE pankrátora, Liv Morgan csatlakozott a szereplőkhöz.
A forgatás 2022 elején kezdődött New Yorkban és New Jerseyben.